# Роберваль (Канада)
Роберваль (фр. Roberval) — город в провинции Квебек в Канаде, в регионе Сагеней — Озеро Сен-Жан. В 2014 году в городе проживало 10 022 человека. Город-побратим — Бутаре, Руанда.

## Географическое положение

Положение Роберваля в региональном муниципалитете Ле-Домен-дю-Руа

Роберваль находится на юго-западном берегу озера Сен-Жан. Город является административным центром регионального муниципалитета Ле-Домен-дю-Руа. Роберваль третий по величине город на озере Сен-Жан после Альмы и Дольбо-Мистассини.

## История

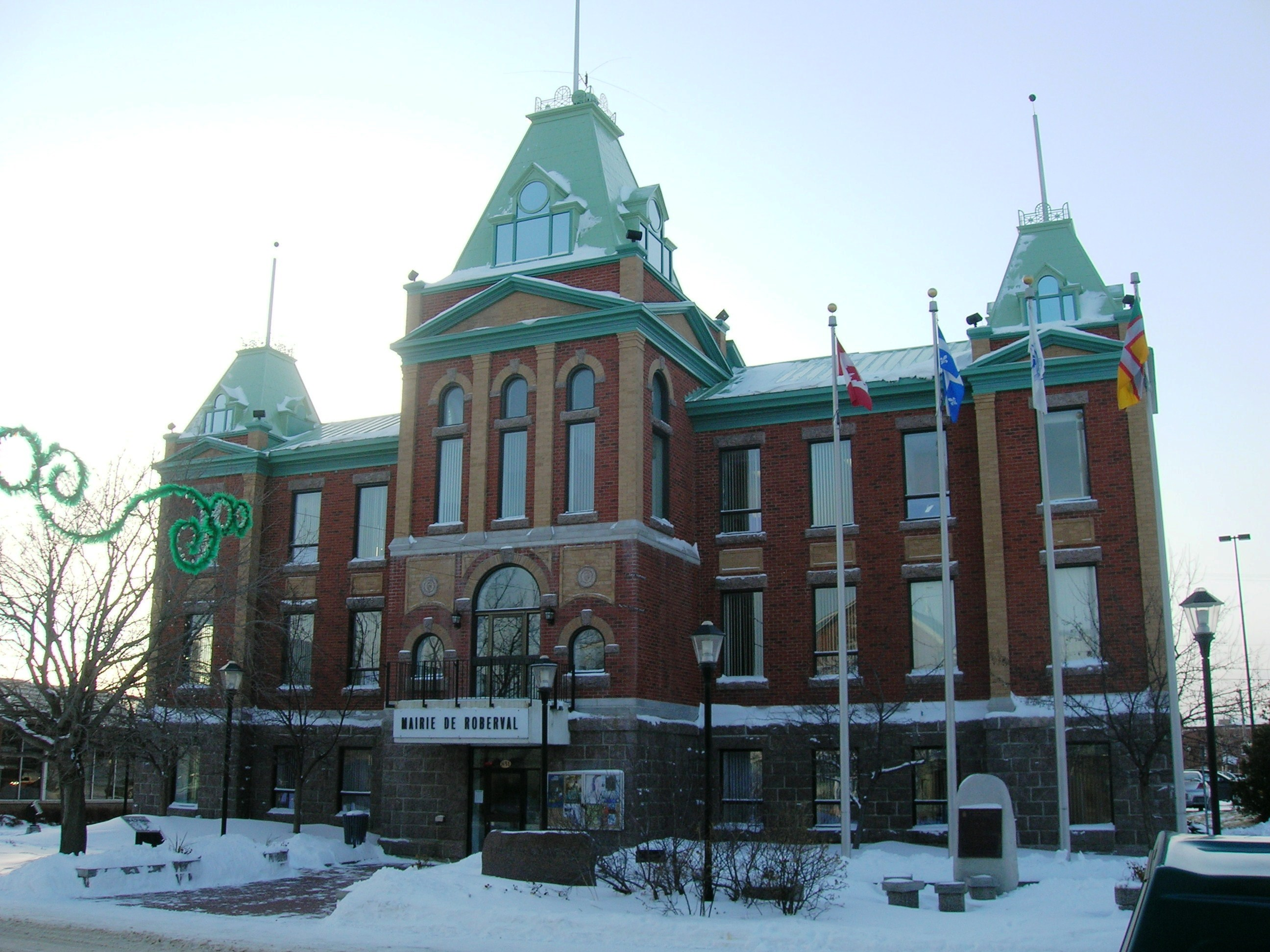
Мэрия города Роберваль

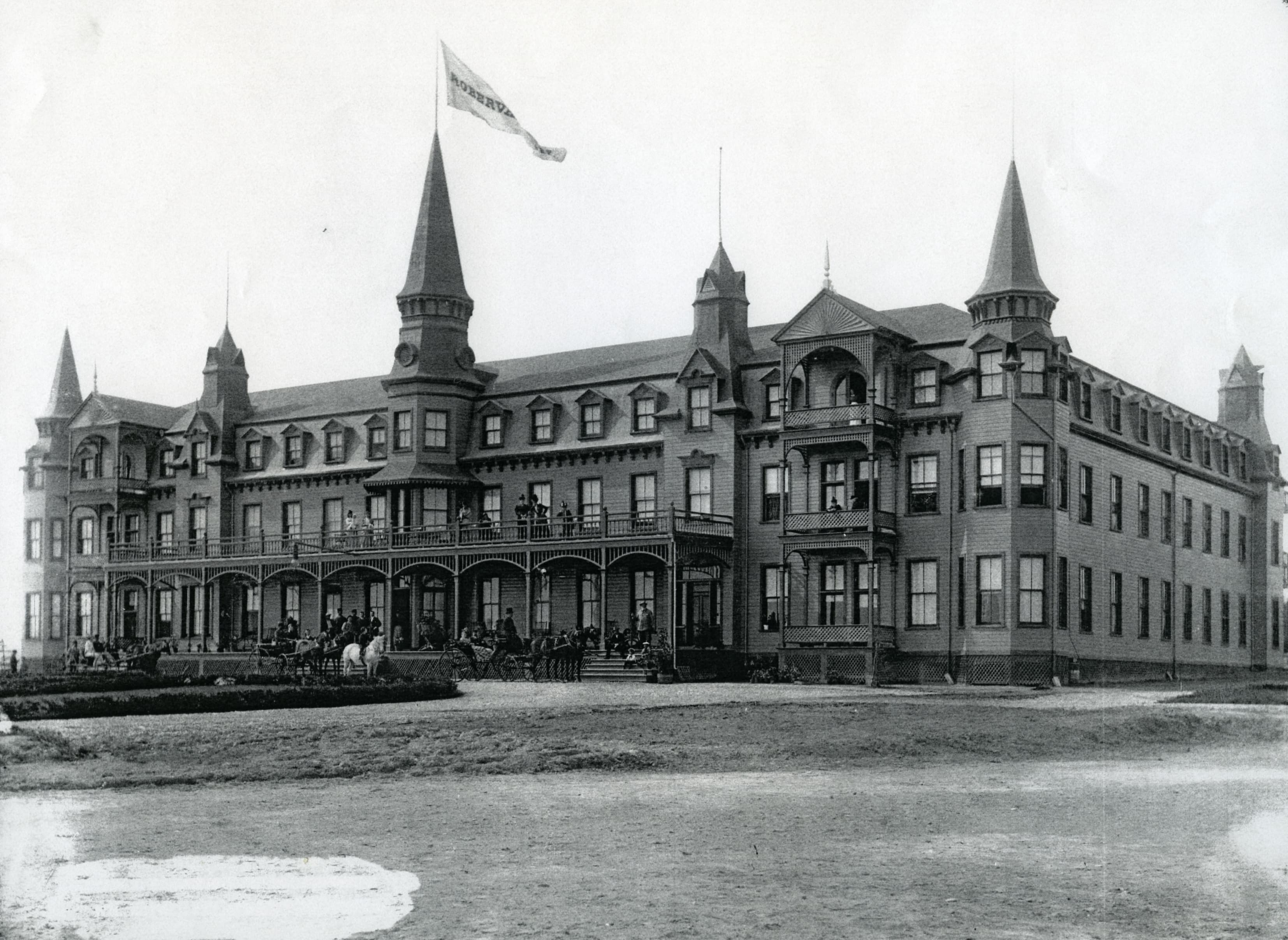
Отель «Шато-Роберваль» (1895), построен в 1888, сгорел в 1908 г.

Роберваль был назван в честь первого генерала-лейтенанта короля в Новой Франции Жана-Франсуа де Роберваля (1500—1560). Участок земли на котором расположен город, был приобретён Томасом Жаммом в 1855 году. Поселение было основано в 1859 году. Рост города был связан с развитием лесной промышленности. В 1888 году железнодорожная компания Квебека-Озера Сен-Жак провела в Робервиль железную дорогу. В 1903 году поселение стало городом. В 1976 году Роберваль объединился с приходом Сен-Жан-де-Бребёф. 
Город является навигационным центром для озера Сен-Жан и курортом.

## Население
Согласно переписи населения 2011 года, в Робервале проживали 10 227 человек. Средний возраст — 48,3 лет. 13,3 % населения города составляли дети младше 14 лет, 6,2 % — население от 15 до 19 лет, 20,0 % — от 20 до 39 лет, 32,0 % — от 40 до 59 лет, 28,4 % — люди старше 65 лет. Из 8865 человек старше 15 лет, 3040 состояли в официальном браке, 1890 — в гражданском браке, 2475 никогда не были женаты. В Робервале 2830 домашних хозяйств и 1470 семей, среднее количество человек в семье — 2,7 человека, в домашнем хозяйстве — 2,1. У 98,9 % населения единственным родным языком является французский, только 0,3 % населения признали английский язык единственным родным.
В 2011 году 58,7 % населения города старше 25 лет получили высшее образование (59,6 % национальный уровень), причём 18,2 % имели университетский диплом или степень, 19,7 % — диплом колледжа и 20,8 % торговый сертификат. Медианный доход семьи после уплаты налогов в 2010 году составлял 58 097 $.
Динамика населения:
| 1991   | 1996   | 2001   | 2006   | 2011   | 2014   |
| ------ | ------ | ------ | ------ | ------ | ------ |
| 11 628 | 11 640 | 10 906 | 10 544 | 10 227 | 10 022 |

## Климат
| Показатель                    | Янв.  | Фев.  | Март  | Апр.  | Май   | Июнь | Июль  | Авг. | Сен. | Окт.  | Нояб. | Дек.  | Год   |
| ----------------------------- | ----- | ----- | ----- | ----- | ----- | ---- | ----- | ---- | ---- | ----- | ----- | ----- | ----- |
| Абсолютный максимум, °C       | 14,5  | 11,5  | 17,8  | 30,9  | 34,2  | 35,8 | 36,5  | 37,8 | 33,1 | 25,8  | 20,8  | 12,2  | 37,8  |
| Средний суточный максимум, °C | −11,1 | −8    | −1,5  | 7,0   | 15,8  | 21,5 | 23,7  | 22,5 | 17,4 | 9,8   | 1,5   | −6,3  | 7,7   |
| Средняя температура, °C       | −16,4 | −13,4 | −6,9  | 1,9   | 9,9   | 15,6 | 18,3  | 17,1 | 12,3 | 5,4   | −2,3  | −10,9 | 2,6   |
| Средний суточный минимум, °C  | −21,7 | −18,8 | −12,2 | −3,2  | 3,9   | 9,7  | 12,9  | 11,6 | 7,1  | 1,0   | −6,1  | −15,4 | −2,6  |
| Абсолютный минимум, °C        | −38,6 | −38,9 | −33,1 | −24,5 | −10,6 | −2,2 | 3,9   | 0,0  | −4,4 | −11,7 | −24,2 | −39,2 | −39,2 |
| Норма осадков, мм             | 54,5  | 43,7  | 51,7  | 63,2  | 73,9  | 82,9 | 105,7 | 86,2 | 84,0 | 71,2  | 84,2  | 63,8  | 864,9 |
| Источник: Environment Canada  |       |       |       |       |       |      |       |      |      |       |       |       |       |